# نقص نازعة هيدروجين الأسيل-الإنزيم المشترك إيه متوسط السلسلة
نقص نازعة هيدروجين الأسيل-الإنزيم المشترك A متوسط السلسلة (نقص إنزيم MCAD أو MCADD) هو اضطراب في أكسدة الأحماض الدهنية يُضعف قدرة الجسم على تحلل الأحماض الدهنية متوسطة السلسلة إلى أسيتيل مرافق الإنزيم-أ. يتميز الاضطراب بنقص سكر الدم والموت المفاجئ في حال عدم التدخل في الوقت المناسب، ويحدث غالبًا بسبب تكرار الصوم أو التقيؤ.
كان نقص إنزيم MCAD قبل الفحص الموسع لحديثي الولادة، سببًا مجهول التشخيص للموت المفاجئ عند الرضّع. عند تشخيص المرضى قبل ظهور الأعراض، يكون لديهم مآل ممتاز.
ينتشر نقص إنزيم MCAD أكثر بين القوقازيين شمال أوروبا، بنسبة 1: 4000 إلى 1: 17000 من السكان. علاج نقص إنزيم MCAD وقائي في الدرجة الأولى، من خلال تجنب الصيام وغيرها من الحالات التي يعتمد فيها الجسم على أكسدة الأحماض الدهنية لتوفير الطاقة.

## الأعراض والعلامات
يتجلى نقص إنزيم MCAD في مرحلة مبكرة من الطفولة بنقص سكر الدم قليل الأجسام الكيتونية وخلل الكبد الوظيفي، وغالبًا ما تسبقه فترات طويلة من الصيام أو عدوى مترافقة مع قيء. قد يظهر المرض لدى الرضع الذين يرضعون طبيعيًا حصرًا بعد الولادة بوقت قصير، بسبب سوء التغذية. قد يكون أول تظاهر لنقص إنزيم MCAD لدى بعض الأفراد هو الموت المفاجئ بعد إصابة طفيفة. قد تغيب الأعراض تمامًا عند عدد من الأفراد المصابين بنقص إنزيم MCAD، شريطة ألا يصادفوا لاحقًا حالة صحية ترهق بما فيه الكفاية عملية الأيض لديهم. مع ظهور الفحص الموسع لحديثي الولادة، حُدِّدَت بعض الأمهات المصابات بنقص إنزيم MCAD بعد أن كان لأطفالهن فحوص إيجابية بانخفاض مستويات الكارنيتين.
نقص إنزيم MCAD هو المسؤول عن خطوة نزع الهيدروجين من الأحماض الدهنية التي تتراوح أطوال سلالها بين 6 و12 ذرة كربون لأنها تخضع لأكسدة الحمض الدهني في الميتوكندريون. توفر أكسدة الحمض الدهني الطاقة بعد أن يستهلك الجسم مخزونه من الجلوكوز والغلايكوجين. تحدث هذه الأكسدة عادةً خلال فترات الصيام الطويل أو المرض حين يقل تناول السعرات الحرارية وزيادة احتياجات الجسم من الطاقة.

## علم الوراثة
يُورَّث نقص إنزيم MCAD وفق نمط وراثي صبغي جسمي متنحي، ما يعني أن الفرد المُصاب يجب أن يرث أليلًا طافرًا من كلا والديه. ACADM هو الجين المعني، الواقع على الذراع القصير للكروموسوم 1 في الموقع 31، مع 12 إكسون وترميز بروتين مكون من 421 من حمض أميني. توجد طفرة شائعة بين القوقازيين في شمال أوروبا، 985A < G أي أنه في القاعدة النيتروجينية 985 حدثت طفرة بدلت بين الآلانين والغوانين[P1] ، ينتج عنها استبدال اللايسين بحمض الجلوتاميك في الموقع 304 من البروتين. حُدِّدَت طفرات أخرى على نحو مشترك منذ أن وسّع فحص حديثي الولادة طيف الطفرات. توجد الطفرة الشائعة 985A < G في حالة الزيجوت متماثلة الألائل عند 80% من القوقازيين الذين شُخِّصوا سريريًا بنقص إنزيم MCAD و60% من السكان الذين شُخِّصوا عن طريق الاختبار.
لا يرتبط النمط الجيني للفرد جيدًا مع النمط الظاهري السريري لنقص إنزيم MCAD. لا يعتمد تجلي المرض سريريًا لفرد مصاب على وجود الطفرات في جين ACADM فحسب، بل أيضًا على وجود عوامل ضغط بيئية أو فزيولوجية تتطلب من الجسم الاعتماد على أكسدة الأحماض الدهنية للحصول على الطاقة. لم تُلاحظ بعض الطفرات -التي حُدِّدَت من خلال برامج فحص حديثي الولادة والمرتبطة بنشاط زائد للإنزيم المتبقي- لدى الأفراد الذين يعانون من الأعراض السريرية لنقص إنزيم MCAD. على الرغم من ذلك، يبقى العلاج بتجنب الصيام القاعدة لجميع أولئك الذين شُخَصوا بالمرض.